# Komi (go)
Komi (コミ) je ve hře go penalizace výhody prvního tahu. Účelem komi je zajistit vyrovnanou hru. Má obvykle formu určitého počtu zajatců, které hráč, začínající partii, odevzdá svému soupeři.
Velikost komi se u rovných partií pohybuje obvykle mezi 5 a 7 kameny, respektive mezi 5,5 a 7,5 kameny. Polovina kamene je dána proto, aby partie nemohla při standardním ukončení skončit remízou.